# エジプト第23王朝
エジプト第23王朝（エジプトだい23おうちょう、紀元前818年 - 紀元前715年頃）は、第3中間期の古代エジプト王朝。第22王朝の王位継承に反対し、上エジプトや中部エジプトで王を名乗った傍系の王たちの総称。第22王朝と同じく古代リビュア系の血統を持つ王朝であり、リビュア人の王朝とも呼ばれる。

## 歴史
第22王朝ではシェションク3世の時代以降、中央政府の求心力が衰え各地で分離の動きが相次いだ。第23王朝はそうした諸勢力の先駆けとなるもので、シェションク3世の王位継承に異を唱えたタケロト2世が上エジプトのテーベで王位を主張して第22王朝とは別の王家を開いたことで成立した。この年代はカルナック神殿にある碑文記録などから確かめられている。
第23王朝の歴史については詳細に至るまで伝わっていないことが多いが、同じテーベ内でもタケロト2世の即位を快く思わない勢力が存在したようで、タケロト2世の治世11年頃からペディバステトという人物が新たにファラオを名乗り、タケロト2世と争う姿勢を見せた。二人の王の争いは10年以上に渡って続き、テーベを混乱に陥れたが、タケロト2世が没したことによりペディバステトが単独の支配者となった。紛争が長引いた理由としては、ペディバステトがシェションク3世を支持し、第22王朝勢力の後押しを受けていた可能性が指摘されている。
ペディバステトが死ぬと、後継者のシェションク6世が統治した。しかし、その後はタケロト2世の息子オソルコン3世が勢いを盛り返し、おそらくシェションク6世を倒して王位を取り戻した。オソルコン3世は中部エジプトのヘラクレオポリス（古代エジプト語：ネンネス）周辺にまで勢力を広げ、オソルコン3世の王子タケロト3世をヘラクレオポリスの長官に任じている。
カルナック神殿の碑文記録では、第22王朝の王に関する記録はシェションク3世を最後に途切れており、第23王朝が上エジプトでも強い権威を発揮していたものと考えられる。しかし第22王朝と第23王朝の複雑な関係は総じてよくわかっていない。
しかしオソルコン3世の跡を次いで、ヘラクレオポリスの長官であったタケロト3世が王位を継承すると、その後のヘラクレオポリスの統治を任されたペフチャウアバステトはタケロト3世の姪を妻として王を名乗り第23王朝本家の支配から脱してしまった。
タケロト3世の死後、王弟ルドアメンが王位を継承したが短命に終わり、続いてイウプト2世が王位を継承した。イウプト2世の治世の頃には、更にエジプトの王権分裂は進み、テーベではイニが、ヘルモポリスではニムロトが、サイス（第24王朝）ではテフナクト1世が成立して相互に争った。
こうしたエジプトの分裂を目にし、南方で強固な王国を築き上げていたヌビア人（第25王朝）の王ピアンキはエジプトへの遠征を決意した。ヌビアでは新王国時代のエジプト統治を経て、エジプト文化が広く浸透しその王はエジプト風にファラオの称号を持って呼ばれ、カルトゥーシュの中に王名を記し、国家神としてアメン神を信奉するようになっていた。ピアンキの主張では、彼のエジプト遠征は「旧宗主国の秩序を立て直し、アメン神の権威を回復する」ものであった。前750年頃から、ヌビアの王国はナイル渓谷沿いに北上しつつ領土を拡大し、数年の内にテーベを占領した。ルドアメンの後継者としてテーベを治めていたイニは諸王に先駆けてピアンキに降伏した。
イウプト2世は他の分立していた諸王、即ちタニス（第22王朝）のオソルコン4世、ヘラクレオポリスのペフチャウアバステト、ヘルモポリスのニムロト、そしてサイスのテフナクト1世らと同盟を結んでこのヌビア人の侵攻に当たったが、敗北してその軍門に下った。イウプト2世はピアンキ王に忠誠を示すという条件の下で、名目的な王号と領地を安堵されたが、独立勢力としての第23王朝の歴史は終焉を迎えた。

## 歴代王
以下に歴代王の一覧を記す。まずマネトの記録では第23王朝の歴代王は、タニスの4人の王からなるとある。タニスの王とされているのは、マネトがこの王朝を第22王朝の分家とみなしていたからである可能性もある。マネトによる一覧は以下の通りである。
- ペディバテス（別の写本ではペディバステス）
- オソルコ
- プサンムス
- ゼト

このうちペディバテスはペディバステト、オソルコはオソルコンに対応する名前であるが、同時代史料にある王名一覧とマネトの記録には異動が多い。次に同時代史料その他から復元されている王一覧を記す。王名は原則として「即位名（上下エジプト王名）・誕生名（ラーの子名）」の順番に記す。イコールで結ばれた名前は全て即位名である。在位年代は参考文献『ファラオ歴代誌』および『全系図付エジプト歴代王朝史』 の記述によるが、年代決定法その他の問題から異説があることに注意されたい。例えばペディバステトやイウプト2世等、末期に並立していた王たちを第23王朝に含めず、別の勢力として扱う場合もある。
- ヘジュケペルラー＝セテプエンラー・タケロト2世(前840年 前815年)
- ウセルマートラー＝セテプエンアメン・ペディバステト（前829年 - 前804年）
- ウセルマートラー＝メリアメン・シェションク6世（前804年 - 前798年）
- ウセルマートラー＝セテプエンアメン・オソルコン3世（前798年 - 前769年）
- ウセルマートラー・タケロト3世（前774年 - 前759年）
- ウセルマートラー＝セテプエンアメン・ルドアメン（前757年 - 前754年）
- ウセルマートラー＝イニ(前754年 - 前750年/前747年)
- ネフェルカラー＝ペフチャウアバステト(前754年 - 720年頃)
- ウセルマートラー・イウプト（前754年 - 前715年）

## 注
1. ↑  タケロト3世の弟で後継者となったルドアメンの娘。
2. ↑  紀元前3世紀のエジプトの歴史家。彼はエジプト人であったが、ギリシア系王朝プトレマイオス朝に仕えたためギリシア語で著作を行った。